# Jean Lapierre
Jean (Jan) Lapierre – czarnoskóry adiutant, kamerdyner  Tadeusza Kościuszki

## Życiorys
Jego imię i przydomek Domingo sugerują, że prawdopodobne pochodził z francuskej kolonii Saint-Domingue (dzisiejsze Haiti).
Polskiego generała poznał podczas amerykańskiej wojny o niepodległość i razem z nim (dobrowolnie jako wolny człowiek) przybył do Polski w 1794 w celu przygotowań do insurekcji.
Po klęsce pod Maciejowicami dobrowolnie towarzyszył generałowi w więzieniu, a po wypuszczeniu Kościuszki na skutek złożenia przez niego przysięgi wiernopoddańczej wobec cara Pawła I Romanowa w 1796 roku, podróżował z nim po Europie. Gdy generał zdecydował się na podróż do USA, Lapierre wrócił na tereny byłej Rzeczypospolitej – do Białej Podlaskiej, gdzie został kasjerem w dobrach księcia Dominika Radziwiłła. W latach 1827–1830 prawdopodobnie był sekretarzem do korespondencji francuskiej w Komisji Rządowej Przychodów i Skarbu w Warszawie.
Jego inny przydomek – Diabeł Sławaciński, wziął się z jednej z anegdotycznych historii, gdzie z powodu koloru jego skóry został on wzięty za diabła przez jedną z polskich szlachcianek podczas jej wizyty w Sławacinku.

## Obecność w kulturze
W filmie Kos w reżyserii Pawła Maślony, jego postać została zagrana przez Jasona Mitchella.